# Густерат
Густерат (нем. Gusterath) — община в Германии, в земле Рейнланд-Пфальц. 
Входит в состав района Трир-Саарбург. Подчиняется управлению Рувер.  Население составляет 1907 человек (на 31 декабря 2010 года). Занимает площадь 4,41 км².

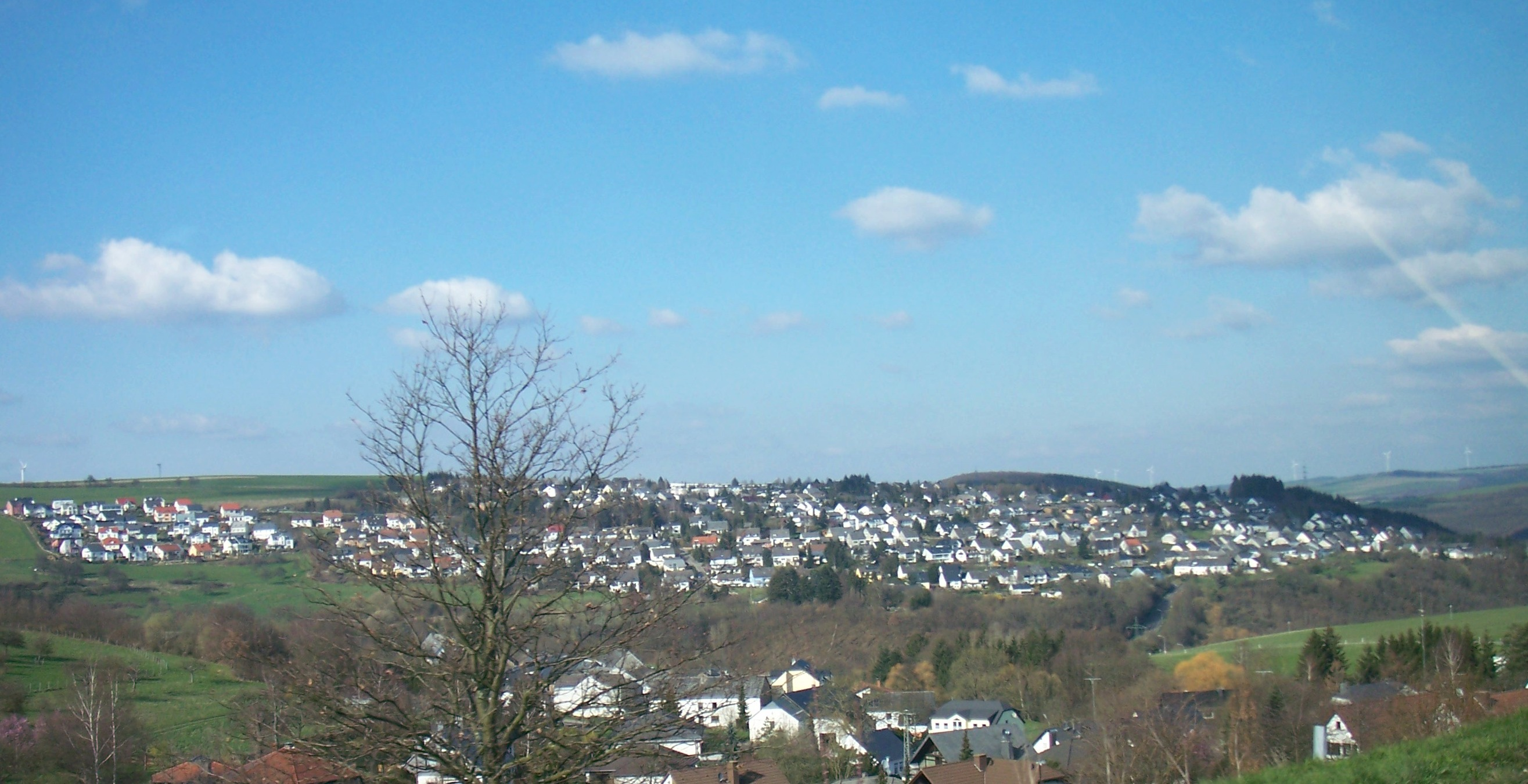